# لياندرو غولا
لياندرو غولا (بالإسبانية: Leonardo Gula)‏ (مواليد 6 مارس 1914) هو ملاكم أرجنتيني، مثّل بلاده في الألعاب الأولمبية الصيفية 1936.

## روابط خارجية
لياندرو غولا على موقع بوكس ريك (الإنجليزية) (registration required)
- لياندرو غولا على موقع أوليمبيديا (الإنجليزية)